# گربه‌کوسه قلمی
گربه‌کوسه قلمی (نام علمی: Schroederichthys tenuis) نام یک گونه از سرده گربه‌کوسه‌های اشرودر است.